# Draft da NBA de 2012

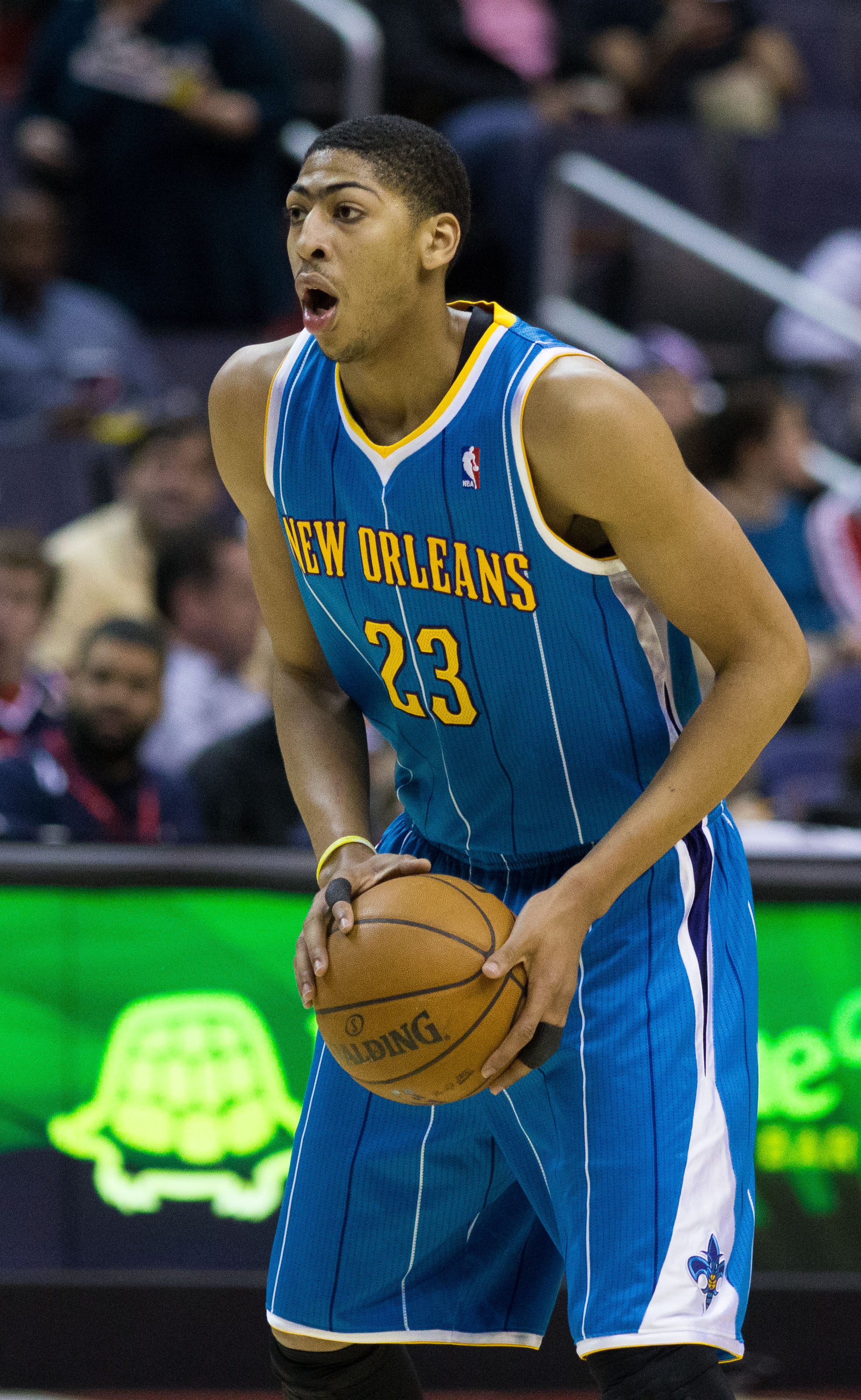
Anthony Davis foi selecionado em primeiro pelo New Orleans Hornets. O ala-pivô foi 4 vezes All-Star da NBA, uma vez MVP do All-Star Game, duas vezes no Primeiro Time do All-NBA Team e uma vez no Primeiro Time do NBA All-Rookie Team.

O 2012 NBA Draft foi realizado no dia 28 de junho de 2012, no Prudential Center em Newark, New Jersey. O draft começou às 7:00 pm Eastern Daylight Time (23:00 UTC) e foi transmitido nos Estados Unidos pela ESPN. Neste draft, os times da National Basketball Association (NBA) selecionaram novatos da universidade nos Estados Unidos e outros jogadores elegíveis, incluindo jogadores internacionais. Esse draft marcou a primeira vez em que os dois primeiros selecionados vieram da mesma universidade (Anthony Davis e Michael Kidd-Gilchrist eram companheiros de time em Kentucky). E também estabeleceu o recorde de seis jogadores de uma mesma universidade (Kentucky) a serem selecionados ao longo do draft e foi o primeiro draft a ter três freshman da mesma conferência, a Conferência Sudeste, a serem escolhidos nas três primeiras escolhas. Dos jogadores selecionados, 30 são alas, 21 são armadores, e 9 são pivôs.
O Draft de 2012 marcou a primeira aparição do Brooklyn Nets. O draft também marcou a última aparição do New Orleans Hornets. Depois da temporada 2012-13, a franquia foi renomeada New Orleans Pelicans. New Orleans fez sua primeira aparição como Pelicans em 2013.

## Regras para eligibilidade
O draft foi conduzido dentro das regras estabelecidas na agora-expirada collective bargaining agreement (CBA) com a união de jogadores. A CBA que terminou o lockout de 2011 na NBA instituiu mudanças imediatas para o draft, mas chamou um comitê de donos de franquias e jogadores para discutir mudanças futuras. Como em 2011, as regras do draft estão listadas abaixo.
- Todos os jogadores draftados devem ter ao menos 19 anos durante o ano do draft. Em termos de datas, todos os jogadores elegíveis para o draft de 2012 devem ter nascido depois de 31 de dezembro de 1993.[3]
- Qualquer jogador que não seja considerado um "jogador internacional", como definido na CBA, deve ter ao menos um ano concluído na uniersidade.[3] A CBA define como "jogadores internacionais" jogadores que residiram permanentemente fora dos Estados Unidos até no mínimo 3 anos antes do draft, que não completaram o colegial nos Estados Unidos e nunca foram matriculados em faculdades no país.[4]

O requerimento básico para elegibilidade automática para um jogador americano é completar a faculdade. Jogadores que condizem com a definiçãoda CBA para "jogador internacional" são elegíveis automaticamente em seu 22º aniversário, que ocorra durante o ano em que acontece o draft (no caso, nascidos após 31 de dezembro de 1990). Jogadores americanos que completaram ao menos um ano do colegial e jogaram em ligas menores, fora da NBA, também são elegíveis automaticamente.
Um jogador que não é elegível para o draft deve declarar sua elegibilidade notificando os escritórios da NBA até 60 dias antes do draft. Para o draft de 2012, essa data expirou em 29 de abril. Dentro das regras da NCAA, os jogadores só tiveram até 10 de abril para se retirarem do draft e manterem a elegibilidade da faculdade.
Um jogador contratado como empresário esportivo não será mais elegível para o colegial, apesar de poder ser draftado. Também, enquanto a CBA permite que o jogador se retire do draft 2 vezes, a NCAA retira a elegibilidade de quem se declarou duas vezes.

## Participantes

### Participantes iniciais
Em 3 de maio de 2012, a liga anunciou uma lista com 67 candidatos iniciais, que consiste em 50 jogadores da universidade e 17 jogadores internacionais. Até o prazo final, 11 candidatos iniciais desistiram do draft, deixando 49 jogadores de universidade e 7 internacionais como candidatos iniciais do draft.

#### Universitários não-formados
(Todos os jogadores são dos Estados Unidos, fora onde indicado)
| - Erik Austin – F, Jackson CC (MI) (freshman) - Harrison Barnes – SF, North Carolina (sophomore) - Will Barton – G, Memphis (sophomore) - Bradley Beal – G, Florida (freshman) - J'Covan Brown – G, Texas (junior) - Dominic Cheek – G, Villanova (junior) - Jared Cunningham – G, Oregon State (junior) - Anthony Davis – F/C, Kentucky (freshman) - Andre Drummond – C, Connecticut (freshman) - Dominique Ferguson – F, Florida International (sophomore) - Justin Hamilton – C, LSU (junior) - Maurice Harkless – F, St. John's (freshman) - John Henson – F, North Carolina (junior) - John Jenkins – SG, Vanderbilt (junior) - Perry Jones III – F, Baylor (sophomore) - Terrence Jones – F, Kentucky (sophomore) - Michael Kidd-Gilchrist – G, Kentucky (freshman) - Doron Lamb – G, Kentucky (sophomore) - Jeremy Lamb – G/F, Connecticut (sophomore) - Meyers Leonard – C, Illinois (sophomore) - Damian Lillard – PG, Weber State (junior) - Kendall Marshall – PG, North Carolina (sophomore) - Fab Melo – C, Syracuse (sophomore) - Khris Middleton – F, Texas A&M (junior) - Quincy Miller – F, Baylor (freshman) | - Tony Mitchell – SF, Alabama (junior) - Arnett Moultrie – F/C, Mississippi State (junior) - Reeves Nelson – F, UCLA (junior) - Nelson saiu dos Bruins em dezembro de 2011 e estava jogando profissionalmente pelo Zalgiris Kaunas (Lituânia) antes de declarar para o draft. - Austin Rivers – G, Duke (freshman) - Peter Roberson – C, Alabama (junior) - Quincy Roberts – G, Grambling State (junior) - Thomas Robinson – PF, Kansas (junior) - Terrence Ross – G, Washington (sophomore) - Avery Scharer – G, Shoreline CC (WA) (sophomore) - Renardo Sidney – F, Mississippi State (junior) - Jonathan Simmons – G, Houston (junior) - Terrell Stoglin – G, Maryland (sophomore) - Gerardo Suero – G, Albany (junior) - Jared Sullinger – PF, Ohio State (sophomore) - Marquis Teague – G, Kentucky (freshman) - Joston Thomas – F, Hawaiʻi (junior) - Hollis Thompson – F, Georgetown (junior) - Rich Townsend-Gant – F, Vancouver Island U (junior) - Dion Waiters – G, Syracuse (sophomore) - Maalik Wayns – PG, Villanova (junior) - Royce White – F, Iowa State (sophomore) - D'Angelo Williams – G, Notre Dame (CA) (junior) - Tony Wroten – G, Washington (freshman) |

#### Jogadores internacionais
- , Furkan Aldemir – F/C, Galatasaray (Turquia)
- , Evan Fournier – G/F, Poitiers Basket 86 (França)
- , Josep Franch – G, Murcia (Espanha)
- , Alen Omić – C, Zlatorog (Eslovênia)
- , Tomáš Satoranský – G, Banca Cívica (Espanha)
- , Tornike Shengelia – F, Spirou Charleroi (Bélgica)
- , Mathieu Wojciechowski – F, Gravelines (França)

### Candidatos elegíveis automaticamente
Essa lista deve incluir apenas jogadores que se qualificam para elegibilidade automática, que chegaram aos 22 anos caso
ejam considerados "jogadores intercionais" de acordo com as regras da CBA ou completaram os quatro anos de sua universidade caso não sejam "internacionais".
A assinatura de um contrato com um time de basquetebol profissional em uma liga que não seja a NBA, sendo um contrato de prestação de serviços tornará o jogador elegível automaticamente. O critério para essa situação depende se o jogador é ou não "internacional":
- Para jogadores "internacionais", ele se torna elegível assinando um contrato fora da NBA dentro dos Estados Unidos.
- Para jogadores não-internacionais, ele se torna elegível assinando um contrato fora da NBA dentro de qualquer país.

Cidadania não é um critério para determinar se um jogador é ou não internacional de acordo com a CBA. Como o critério já foi discutido em outro local deste artigo, ele vai ser repetido para mostrá-lo em outro contexto. Para um jogador ser "internacional", de acordo com a CBA, ele deve possuir todas essas características:
- Residir fora dos Estados Unidos à pelo menos três anos ao horário do draft.
- Não completou elegibilidade de basquetebol em um colégio nos Estados Unidos
- Nunca estudou em uma universidade nos Estados Unidos.

## Loteria do Draft
As primeiras 14 escolhados do draft pertencem aos times que não participaram dos playoffs; a ordem foi determinada por uma loteria. A loteria determina os três times que terão as três primeiras escolhas no draft. As outras escolhas de primeiro e segundo rounds são designadas aos times em ordem reversa à seu record de vitória-derrota na temporada anterior.
A loteria deste draft aconteceu no dia 30 de maio de 2012, no Disney/ABC Times Square Studio em New York City. OsNew Orleans Hornets ganharam o direito da primeira escolha do draft, com uma chance de 13,7% de ganhá-la. Os Hornets eram um time que, anteriormente, liderava várias teorias de conspiração sobre o processo de loteria. Os Charlotte Bobcats, que tiveram o pior record e a maior chance de ganhar a loteria, ganharam a segunda escolha do draft.
Aqui estão as chances que cada time tinha de ganhar uma escolha específica na loteria de 2012 do draft.
| ^ | Indica o resultado da loteria |

| Time                       | 2011–12 record | Chances na Loteria | Escolha | Escolha | Escolha | Escolha | Escolha | Escolha | Escolha | Escolha | Escolha | Escolha | Escolha | Escolha | Escolha | Escolha |
| Time                       | 2011–12 record | Chances na Loteria | 1st     | 2nd     | 3rd     | 4th     | 5th     | 6th     | 7th     | 8th     | 9th     | 10th    | 11th    | 12th    | 13th    | 14th    |
| -------------------------- | -------------- | ------------------ | ------- | ------- | ------- | ------- | ------- | ------- | ------- | ------- | ------- | ------- | ------- | ------- | ------- | ------- |
| Charlotte Bobcats          | 7–59           | 250                | .250    | .215^   | .177    | .358    | —       | —       | —       | —       | —       | —       | —       | —       | —       | —       |
| Washington Wizards         | 20–46          | 199                | .199    | .188    | .171^   | .319    | .124    | —       | —       | —       | —       | —       | —       | —       | —       | —       |
| Cleveland Cavaliers        | 21–45          | 138                | .138    | .143    | .145    | .238^   | .290    | .046    | —       | —       | —       | —       | —       | —       | —       | —       |
| New Orleans Hornets        | 21–45          | 137                | .137^   | .141    | .145    | .085    | .323    | .156    | .013    | —       | —       | —       | —       | —       | —       | —       |
| Sacramento Kings           | 22–44          | 76                 | .076    | .084    | .095    | —       | .262^   | .385    | .094    | .004    | —       | —       | —       | —       | —       | —       |
| Brooklyn Nets1[›]          | 22–44          | 75                 | .075    | .083    | .094    | —       | —       | .414^   | .294    | .039    | .001    | —       | —       | —       | —       | —       |
| Golden State Warriors      | 23–43          | 36                 | .036    | .042    | .049    | —       | —       | —       | .600^   | .253    | .021    | .000    | —       | —       | —       | —       |
| Toronto Raptors            | 23–43          | 35                 | .035    | .040    | .048    | —       | —       | —       | —       | .704^   | .165    | .008    | .000    | —       | —       | —       |
| Detroit Pistons            | 25–41          | 17                 | .017    | .020    | .024    | —       | —       | —       | —       | —       | .813^   | .122    | .004    | .000    | —       | —       |
| Minnesota Timberwolves2[›] | 26–40          | 11                 | .011    | .013    | .016    | —       | —       | —       | —       | —       | —       | .870^   | .089    | .002    | .000    | —       |
| Portland Trail Blazers     | 28–38          | 8                  | .008    | .009    | .012    | —       | —       | —       | —       | —       | —       | —       | .907^   | .063    | .001    | .000    |
| Milwaukee Bucks            | 31–35          | 7                  | .007    | .008    | .010    | —       | —       | —       | —       | —       | —       | —       | —       | .935^   | .039    | .000    |
| Phoenix Suns               | 33–33          | 6                  | .006    | .007    | .009    | —       | —       | —       | —       | —       | —       | —       | —       | —       | .960^   | .018    |
| Houston Rockets            | 34–32          | 5                  | .005    | .006    | .007    | —       | —       | —       | —       | —       | —       | —       | —       | —       | —       | .982^   |

^ 1: A escolha do Brooklyn Nets foi transferida ao Portland Trail Blazers.

^ 2: A escolha do Minnesota Timberwolves foi transferida ao New Orleans Hornets via Los Angeles Clippers.

## Participantes convidados
A NBA anualmente convida 10-15 jogadores para sentar na conhecida "sala verde", uma sala especial ao lado do local do draft para os jogadores convidados, junto de suas famílias e empresários. Nesta temporada, os seguintes jogadores foram convidados (listados automaticamente). Todos os jogadores representam os Estados Unidos da América.
| - Harrison Barnes, North Carolina - Bradley Beal, Florida - Anthony Davis, Kentucky - Andre Drummond, Connecticut - John Henson, North Carolina - Michael Kidd-Gilchrist, Kentucky - Jeremy Lamb, Connecticut | - Meyers Leonard, Illinois - Damian Lillard, Weber State - Austin Rivers, Duke - Thomas Robinson, Kansas - Terrence Ross, Washington - Dion Waiters, Syracuse - Tyler Zeller, North Carolina |

## Ordem do Draft

### Primeira Rodada
|  | Jogadores que foram incluídos no Hall da Fama do Basquete                               |
|  | Jogadores que foram pelo menos uma vez MVP da temporada da NBA                          |
|  | Jogadores que foram selecionados para pelo menos um NBA All-Star Game e um All-NBA Team |
|  | Jogadores que foram selecionados para pelo menos um All-NBA Team                        |
|  | Jogadores que foram selecionados para pelo menos um NBA All-Star Game                   |
|  | Jogadores que nunca atuaram em nenhuma partida sequer pela NBA                          |

| PG | Armador     |
| SG | Ala-armador |
| SF | Ala         |
| PF | Ala-pivô    |
| C  | Pivô        |

| Escolha | Nome                   | Posição | Nacionalidade  | Time                                      | Universidade/Time  |
| ------- | ---------------------- | ------- | -------------- | ----------------------------------------- | ------------------ |
| 1       | Anthony Davis          | PF/C    | Estados Unidos | New Orleans Hornets                       | Kentucky           |
| 2       | Michael Kidd-Gilchrist | SF      | Estados Unidos | Charlotte Bobcats                         | Kentucky           |
| 3       | Bradley Beal           | SG      | Estados Unidos | Washington Wizards                        | Flórida            |
| 4       | Dion Waiters           | SG      | Estados Unidos | Cleveland Cavaliers                       | Syracuse           |
| 5       | Thomas Robinson        | PF      | Estados Unidos | Sacramento Kings                          | Kansas             |
| 6       | Damian Lillard         | PG      | Estados Unidos | Portland Trail Blazers                    | Weber State        |
| 7       | Harrison Barnes        | SF      | Estados Unidos | Golden State Warriors                     | Carolina do Norte  |
| 8       | Terrence Ross          | SG      | Estados Unidos | Toronto Raptors                           | Washington         |
| 9       | Andre Drummond         | C       | Estados Unidos | Detroit Pistons                           | Connecticut        |
| 10      | Austin Rivers          | SG      | Estados Unidos | New Orleans Hornets                       | Duke               |
| 11      | Meyers Leonard         | C       | Estados Unidos | Portland Trail Blazers                    | Illinois           |
| 12      | Jeremy Lamb            | SG      | Estados Unidos | Houston Rockets                           | Connecticut        |
| 13      | Kendall Marshall       | PG      | Estados Unidos | Phoenix Suns                              | Carolina do Norte  |
| 14      | John Henson            | PF      | Estados Unidos | Milwaukee Bucks                           | Carolina do Norte  |
| 15      | Maurice Harkless       | SF      | Porto Rico     | Philadelphia 76ers                        | St. John's         |
| 16      | Royce White            | PF      | Estados Unidos | Houston Rockets                           | Iowa State         |
| 17      | Tyler Zeller           | C       | Estados Unidos | Dallas Mavericks (trocado para Cleveland) | Carolina do Norte  |
| 18      | Terrence Jones         | PF      | Estados Unidos | Houston Rockets                           | Kentucky           |
| 19      | Andrew Nicholson       | PF      | Canadá         | Orlando Magic                             | St. Bonaventure    |
| 20      | Evan Fournier          | SG      | França         | Denver Nuggets                            | Poitiers Basket 86 |
| 21      | Jared Sullinger        | PF      | Estados Unidos | Boston Celtics                            | Ohio State         |
| 22      | Fab Melo               | C       | Brasil         | Boston Celtics                            | Syracuse           |
| 23      | John Jenkins           | SG      | Estados Unidos | Atlanta Hawks                             | Vanderbilt         |
| 24      | Jared Cunningham       | SG      | Estados Unidos | Cleveland Cavaliers (trocado para Dallas) | Oregon State       |
| 25      | Tony Wroten            | PG      | Estados Unidos | Memphis Grizzlies                         | Washington         |
| 26      | Miles Plumlee          | C       | Estados Unidos | Indiana Pacers                            | Duke               |
| 27      | Arnett Moultrie        | PF      | Estados Unidos | Miami Heat (trocado para Philadelphia)    | Mississippi State  |
| 28      | Perry Jones            | SF      | Estados Unidos | Oklahoma City Thunder                     | Baylor             |
| 29      | Marquis Teague         | PG      | Estados Unidos | Chicago Bulls                             | Kentucky           |
| 30      | Festus Ezeli           | C       | Nigéria        | Golden State Warriors                     | Vanderbilt         |

### Segunda rodada
| Escolha | Nome                | Posição | Nacionalidade  | Time                                           | Universidade/Time    |
| ------- | ------------------- | ------- | -------------- | ---------------------------------------------- | -------------------- |
| 31      | Jeffery Taylor      | SF      | Suécia         | Charlotte Bobcats                              | Vanderbilt           |
| 32      | Tomáš Satoranský    | SG      | Chéquia        | Washington Wizards                             | Banca Cívica Sevilla |
| 33      | Bernard James       | C       | Estados Unidos | Cleveland Cavaliers (trocado para Dallas)      | Flórida State        |
| 34      | Jae Crowder         | SF      | Estados Unidos | Cleveland Cavaliers (trocado para Dallas)      | Marquette            |
| 35      | Draymond Green      | PF      | Estados Unidos | Golden State Warriors                          | Michigan State       |
| 36      | Orlando Johnson     | SG      | Estados Unidos | Sacramento Kings (trocado para Indiana)        | UC Santa Barbara     |
| 37      | Quincy Acy          | PF      | Estados Unidos | Toronto Raptors                                | Baylor               |
| 38      | Quincy Miller       | SF      | Estados Unidos | Denver Nuggets                                 | Baylor               |
| 39      | Khris Middleton     | SF      | Estados Unidos | Detroit Pistons                                | Texas A&M            |
| 40      | Will Barton         | SG      | Estados Unidos | Portland Trail Blazers                         | Memphis              |
| 41      | Tyshawn Taylor      | PG      | Estados Unidos | Portland Trail Blazers (trocado para Brooklyn) | Kansas               |
| 42      | Doron Lamb          | SG      | Estados Unidos | Milwaukee Bucks                                | Kentucky             |
| 43      | Mike Scott          | PF      | Estados Unidos | Atlanta Hawks                                  | Virgínia             |
| 44      | Kim English         | SG      | Estados Unidos | Detroit Pistons                                | Missouri             |
| 45      | Justin Hamilton     | C       | Estados Unidos | Philadelphia 76ers (trocado para Miami)        | LSU                  |
| 46      | Darius Miller       | SF      | Estados Unidos | New Orleans Hornets                            | Kentucky             |
| 47      | Kevin Murphy        | SG      | Estados Unidos | Utah Jazz                                      | Tennessee Tech       |
| 48      | Kostas Papanikolaou | SF      | Grécia         | New York Knicks                                | Olympiacos BC        |
| 49      | Kyle O'Quinn        | PF      | Estados Unidos | Orlando Magic                                  | Norfolk State        |
| 50      | İzzet Türkyılmaz    | PF      | Turquia        | Denver Nuggets                                 | Banvit BK            |
| 51      | Kris Joseph         | SF      | Canadá         | Boston Celtics                                 | Syracuse             |
| 52      | Ognjen Kuzmić       | C       | Sérvia         | Golden State Warriors                          | Clinicas Rincón      |
| 53      | Furkan Aldemir      | PF      | Turquia        | Los Angeles Clippers                           | Galatasaray SK       |
| 54      | Tornike Shengelia   | SF      | Geórgia        | Philadelphia 76ers (trocado para Brooklyn)     | Spirou Charleroi     |
| 55      | Darius Johnson-Odom | SG      | Estados Unidos | Dallas Mavericks (trocado para Lakers)         | Marquette            |
| 56      | Tomislav Zubčić     | PF      | Croácia        | Toronto Raptors                                | KK Cibona            |
| 57      | İlkan Karaman       | PF      | Turquia        | Brooklyn Nets                                  | Pınar Karşıyaka      |
| 58      | Robbie Hummel       | SF      | Estados Unidos | Minnesota Timberwolves                         | Purdue               |
| 59      | Marcus Denmon       | PG      | Estados Unidos | San Antonio Spurs                              | Missouri             |
| 60      | Robert Sacre        | C       | Estados Unidos | Los Angeles Lakers                             | Gonzaga              |

## Jogadores notáveis não-draftados
Esses jogadores não foram selecionados no Draft da NBA.
| Jogador         | Posição | Nacionalidade        | Universidade/clube anterior |
| --------------- | ------- | -------------------- | --------------------------- |
| JaMychal Green  | PF      | Estados Unidos       | Alabama                     |
| Scott Machado   | PG      | Estados Unidos       | Iona                        |
| Pablo Prigioni  | PG      | Argentina            | Espanha                     |
| Mirza Teletović | PF      | Bósnia e Herzegovina | Espanha                     |
| Alexey Shved    | PG/SG   | Rússia               | Rússia                      |

## Trocas envolvendo escolhas no draft

### Negociações pré-Draft
Anteriormente ao draft, as seguintes negociações foram feitas e resultaram em trocas de escolhas do draft entre os times.

### Negociações no dia do Draft
As seguintes negociações envolvendo jogadores draftados foram realizadas no dia do draft.